# پروفلایت زامبیا
پروفلایت زامبیا (به انگلیسی: Proflight Zambia) یک شرکت هواپیمایی با کد یاتا P0 است که در ۱۹۹۱ میلادی تأسیس شده‌است. دفتر مرکزی پروفلایت زامبیا در لوساکا، زامبیا واقع شده‌است و قطب این شرکت هواپیمایی در فرودگاه بین‌المللی لوزاکا قرار دارد و به ۱۱ مقصد، پرواز انجام می‌دهد.